# Mariana Lucrețeanu
Mariana Lucrețeanu (n. 1980, Vadul lui Vodă, municipiul Chișinău, Republica Moldova) este o ingineră și politiciană moldoveană, deputat în legislatura a 2021-2025 a Parlamentului Republicii Moldova, reprezentantă a Partidului Acțiune și Solidaritate.

## Biografie
Lucrețeanu a făcut studii de inginerie și este specialistă în relații internaționale.

### Activitate politică
A candidat cu numărul 77 pe lista Partidului Acțiune și Solidaritate la alegerile parlamentare din 2021. Ca rezultat al alegerilor, nu a obținut un mandat, dar ulterior, la 8 august 2023, a preluat fotoliul de deputat al lui Dan Perciun care, ca și alți colegi de partid, a depus mandatul pentru a prelua alte funcții în stat.
În iulie 2024, Lucrețeanu a fost numită în funcția de secretar de stat în cadrul Ministerului Afacerilor Interne (MAI). Drept urmare, și-a dat demisia din funcția de deputat, mandatul său revenind colegului de partid Nicolae Plămădeală⁠(d). De la 1 martie 2025 nu mai activează ca secretar de stat al MAI.